# Plaque d'immatriculation de l'Ohio

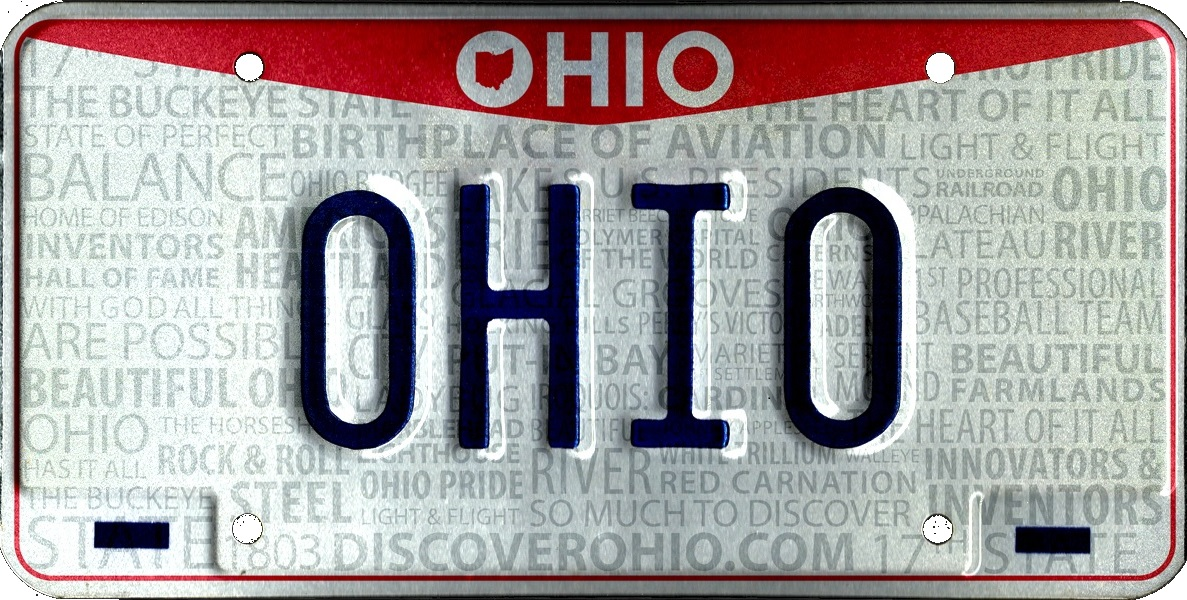
Plaque d'immatriculation de l'Ohio (2013)

L'État américain de l'Ohio a introduit l'utilisation des plaques d'immatriculation en 1908. La plaque avant a toujours été en usage, sauf pendant la Seconde Guerre mondiale.

## Plaque d'immatriculation actuelle
| Image | Dates d'émission      | Description | Format   | Séries émises          |
| ----- | --------------------- | ----------- | -------- | ---------------------- |
|       | de 2004 à aujourd'hui | Sunburst    | ABC 1234 | de DAA 1000 à ZZZ 9999 |

## Plaques d'immatriculation en cours de validité
| Image | Dates d'émission      | Description           | Format   | Séries émises          |
| ----- | --------------------- | --------------------- | -------- | ---------------------- |
|       | de 1996 à 2001        | Rouille dégradé fondu | ABC 1234 | de AAA 1000 à CZZ 9999 |
|       | de 2001 à 2003        | Bicentenaire          | AB12CD   | de AA10AA à EZ99ZZ     |
|       | de 2004 à aujourd'hui | Sunburst              | ABC 1234 | de DAA 1000 à ZZZ 9999 |

## Plan de numérotation par code de comté
L'État de l'Ohio utilise un plan de numérotation par code de comté pour les vignettes autocollantes relatives aux comtés. Ces vignettes sont collées sur le coin inférieur gauche des plaques d'immatriculation avant et arrière.
Le numéro du comté est le plus visible, tandis que le nom du comté est en petits caractères en dessous. Le système attribue un numéro à chacun des quatre-vingt-huit comtés de l'État par ordre alphabétique. 

### Liste des numéros des comtés
| - 01 - Adams - 02 - Allen - 03 - Ashland - 04 - Ashtabula - 05 - Athens - 06 - Auglaize - 07 - Belmont - 08 - Brown - 09 - Butler - 10 - Carroll - 11 - Champaign - 12 - Clark - 13 - Clermont - 14 - Clinton - 15 - Columbiana - 16 - Coshocton - 17 - Crawford - 18 - Cuyahoga | - 19 - Darke - 20 - Defiance - 21 - Delaware - 22 - Erie - 23 - Fairfield - 24 - Fayette - 25 - Franklin - 26 - Fulton - 27 - Gallia - 28 - Geauga - 29 - Greene - 30 - Guernsey - 31 - Hamilton - 32 - Hancock - 33 - Hardin - 34 - Harrison - 35 - Henry - 36 - Highland | - 37 - Hocking - 38 - Holmes - 39 - Huron - 40 - Jackson - 41 - Jefferson - 42 - Knox - 43 - Lake - 44 - Lawrence - 45 - Licking - 46 - Logan - 47 - Lorain - 48 - Lucas - 49 - Madison - 50 - Mahoning - 51 - Marion - 52 - Medina - 53 - Meigs - 54 - Mercer | - 55 - Miami - 56 - Monroe - 57 - Montgomery - 58 - Morgan - 59 - Morrow - 60 - Muskingum - 61 - Noble - 62 - Ottawa - 63 - Paulding - 64 - Perry - 65 - Pickaway - 66 - Pike - 67 - Portage - 68 - Preble - 69 - Putnam - 70 - Richland - 71 - Ross - 72 - Sandusky | - 73 - Scioto - 74 - Seneca - 75 - Shelby - 76 - Stark - 77 - Summit - 78 - Trumbull - 79 - Tuscarawas - 80 - Union - 81 - Van Wert - 82 - Vinton - 83 - Warren - 84 - Washington - 85 - Wayne - 86 - Williams - 87 - Wood - 88 - Wyandot |